# 24/7 (Def Techのアルバム)
『24/7』(トゥエンティ フォー・セブン)は、2013年7月10日にEuntalkから発売された、Def Techの6枚目のオリジナルアルバム。タイトルは「24時間×7日間」という意味で名付けられ、365日いつでもどこでも聴かれるようにとの想いで命名されている。
2012年の日本赤十字社広報 TVCMタイアップソングの「Bolero」と、同様に2013年の赤十字社TVCM曲「Be The One」が収録されている。なお、2013年5月15日に先行シングルとして「Be The One」がiTunesにて配信された。
初回限定盤には、DVDが付録される仕様と、ローソン・HMV限定ではさらにオリジナルTシャツが付録される仕様があり、このように限定盤を同時発売するのは、ベストアルバムの『GREATEST HITS』を除けば、Def Techで初めてのアルバムである。
1曲目でフィーチャリングしているSONPUBは、妻との喧嘩中にこのアルバムを流したところ、すべての曲を聴き終えた時は自然に仲直りをしていたという。

## 収録曲

### CD
1. Anniversary  feat. SONPUB
2. The Best Time
FOX Beach House 2013にて行われたナショジオ ビーチライブにて、2013年8月3日にゲスト主演した際のライブ映像が、Music Videoに使用された。
2013年の夏限定で、YouTubeにて公開されている。
3. Be The One
2013年日本赤十字社 TVCMタイアップソング
Def Techが解散している間に、Shenが作曲した。
Music Videoが、付録のDVDに収録されている。
Def Tech × RED CROSSの公式キャンペーンアプリでは、Acoustic Ver.も公開されている。
4. The Key  feat. Emi Meyer
GREENROOM FESTIVAL '13で初披露した。
GREENROOM FESTIVAL '12にてShenとEmi Meyerが出会い、最初は2人で作曲をしていた。後でそのことを知ったMicroは、そのことに嫉妬して不機嫌になるも、曲を聴いて「これはいい!」と感動して、その後は自分のパートも積極的に制作をしたというエピソードがある。
なお、このようにMicroがShenに嫉妬することはよくあるという。
5. Just A Little Longer  ft. Xavier Boyer of Tahiti 80
Microとの共通の知り合いを通して、Def TechとXavier Boyerがプライベートで出会う。その際に遊び感覚で作った2曲のうち、当曲をアルバムに収録することを後に決め、フランスに帰ってしまったXavier BoyerとEメールを通して完成した。
6. Marathon
発売から8日後には、YouTubeの公式アカウントにてMusic Videoが1080p画質で公開される。
このMusic Videoは、Def TechがIMAGICAとタッグを組んで制作しており、ミュージックビデオとしては世界初の4K作品(フルハイビジョンの4倍の画質)である。
7. He'eia ~Jawaiian Mix~  feat. Makana
8. Flow
9. Uchiaketekure
曲のイントロ部分には、Shenの娘・シエラの声が収録されている。
10. Bolero
2012年日本赤十字社 TVCMタイアップソング
2005年に「My Way」がヨコハマタイヤのCMソングに採用され、当時Def Techは一躍有名になり「My Way」も代表曲となるが、ShenとMicroの不仲から2006年に解散をする。その際、「いつか再結成をした時に、曲が全くないのは困るだろう」と気を利かせた金子ノブアキが、何パターンかのドラム音をDef Techのために作成しておいた。そしてDef Techは2010年に再結成をするも、メディアへの露出もほとんど皆無になる。
そんな中、2011年に発売したアルバム『UP』より、「All That's In The Universe」を東京海上日動主催のHumanglobe Travelerに書き下ろしたことや、「Golden Age」がトヨタ製の新型エスティマ ハイブリッドのCMソングに起用され、徐々に知名度を回復していく。
そこで、知名度を回復させるための最後の一手として、「My Way」と同様にヨコハマタイヤのCMソングにと、前述の金子ノブアキのドラムを元にして作った曲を推薦するものの、選考で落とされてしまう(ちなみに、この時のヨコハマタイヤのCMソングは、絢香の「The beginning」になる)。
その時の曲を、日本赤十字社のために大幅に改変し制作したものが「Bolero」となり、後の日本赤十字社のCMソングになった。
11. Summer Steppin'

### DVD
初回限定版のみ。
1. My Baby Love
「"UP" Japan Tour 2012」仙台公演からのライブ映像。
2. Freedom
「"UP" Japan Tour 2012」仙台公演からのライブ映像。
3. Dream
「"UP" Japan Tour 2012」仙台公演からのライブ映像。
4. Be The One
Music Video

## キャッチコピー
- 24時間×7日間、いつも、いつでも。